# Opalescence critique

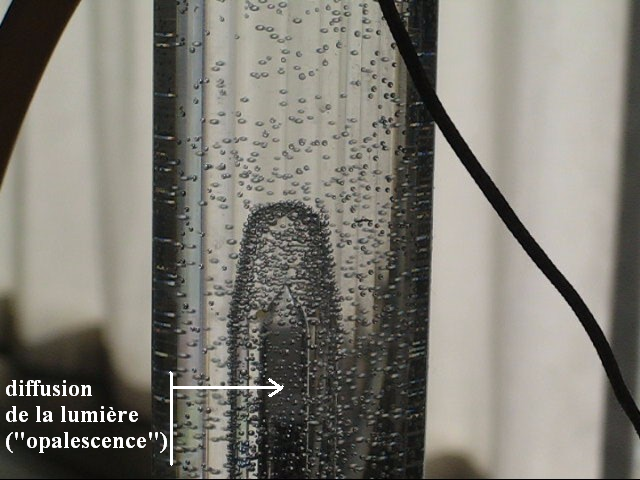
Opalescence critique d'hexafluorure de soufre autour de T_{c}= et P_{c}=37 bar.

L'opalescence critique est un phénomène que l'on peut observer à l'œil nu lorsqu'on refroidit un gaz à une température très proche de sa température critique.

## Description
Lors du chauffage d'un tube fermé contenant un fluide à sa densité critique {\displaystyle \rho _{c}} on observe que pour une température bien définie (température critique {\displaystyle T_{c}}) le ménisque séparant les deux phases s'épaissit, devient trouble et diffus, puis disparait. Le tube ne contient ensuite plus qu'un fluide homogène (fluide supercritique) qui n'est ni liquide, ni gazeux. De même, si l'on refroidit un fluide supercritique de densité {\displaystyle \rho _{c}} jusqu'à {\displaystyle T_{c}} on observe l'apparition d'un ménisque séparant une phase gaz d'une phase liquide au milieu d'un brouillard opalescent. 
La lumière blanche qui traverse le milieu opalescent ainsi formé autour de {\displaystyle T_{c}} est diffusée et prend une teinte rougeâtre, analogue à celle du soleil qui se couche dont la lumière est diffusée par diffusion Rayleigh.
L'apparition de ce milieu trouble et diffusant au voisinage de {\displaystyle T_{c}} est ce que l'on appelle l'opalescence critique.

## Explication
La première observation d'une opalescence critique semble avoir été effectuée par Charles Cagniard de Latour en 1822, en utilisant des mélanges d'alcool et d'eau. Dans la littérature, cette découverte est souvent attribuée à Thomas Andrews. En effet, la contribution d'Andrews est la clarification conceptuelle de ce phénomène, dans la suite de ses expériences en 1869 sur l'opalescence critique pour la transition liquide-gaz du CO2. Il interpréta, tout à fait justement, ce phénomène comme étant la conséquence de fluctuations géantes de la densité du fluide au voisinage du point critique : la matière "hésite" entre l'état liquide et l'état gazeux et en chaque point du fluide elle change sans cesse d'état. La phase liquide et la phase gazeuse ont généralement des densités et des indices optiques différents (n = 1 pour les gaz et n = 1,33 pour l'eau liquide par exemple), aussi la lumière qui traverse ce fluide peut-elle être fortement diffusée par les fluctuations de la taille de la longueur d'onde de la lumière visible.
Albert Einstein a montré en 1910 que le lien entre cette opalescence et la diffusion Rayleigh est quantitatif.